# Friday Harbor (Washington)
Friday Harbor je gradić u američkoj saveznoj državi Washington. Prema popisu stanovništva iz 2010. u njemu je živjelo 2.162 stanovnika.